# Эпидемия смеха в Танганьике
Эпидемия смеха в Танганьике — случай массовой истерии или психической эпидемии, который имел место в 1962 году в Танганьике (ныне Танзания).
Эпидемия началась 30 января 1962 года в деревне Кашаша, в женской школе-интернате, которую открыла христианская миссия. Три ученицы начали бесконтрольно смеяться и плакать, их смех заразил 95 из 159 школьниц, возрастом от 12 до 18 лет. Смех продолжался от нескольких часов до 16 дней. На учителей смех не распространялся, но ученицы не могли удерживать внимание на учёбе, из-за чего 18 марта 1962 года школу временно закрыли. 21 мая занятия попытались возобновить, но это не удалось сделать (эпидемия к тому моменту уже выбралась за пределы деревни).
После закрытия школы учащихся отправили по домам, и эпидемия распространилась на соседнюю деревню Ншамба. В апреле и мае 217 человек испытывали приступы смеха, большинство из них — дети и молодые люди. В июне смехом заразились 48 учениц средней школы для девочек Рамашене (Ramashenye), находящейся близ города Букоба.
На школу, в которой началась эпидемия, подали в суд. Бесконтрольный смех охватил в некоторой степени все школы Кашаши и соседней деревни. Эпидемия кончилась через 18 месяцев после начала. Кроме смеха сообщалось о сопутствующих симптомах: болях, обмороках, метеоризме, проблемах с дыханием, сыпи, приступах плача и криках. Всего было закрыто 14 школ, более 1000 человек попали под действие эпидемии.
Одной из возможных причин возникновения эпидемии смеха называют сочетание плохих условий содержания школьниц (неудобные стулья, общежитие без окон и строгость учителей) и невозможности выразить протест; смех был одним из безобидных способов пожаловаться на окружающую действительность.